# Faxe (gemeente)
Fakse of Faxe is een gemeente in Denemarken. De gemeente telt 35.916 inwoners (2017). Bij de herindeling van 2007 werden de gemeenten Fakse, Haslev en Rønnede samengevoegd tot de nieuwe gemeente.
De gemeente heeft drie grote werkgevers, de plaatselijke kalkgroeve, Faxe Bryggeri en Haribo. De kalkgroeve is bekend als vindplaats van fossielen, zoals haaientanden, koraal e.d.
Oud-voetballer Jesper Olsen (1961), die tussen half 1981 en half 1984 voor Ajax Amsterdam speelde, is in Faxe geboren.

## Plaatsen in de gemeente
- Karise
- Faxe Ladeplads
- Haslev
- Terslev
- Teestrup
- Dalby
- Faxe
- Førslev
- Rønnede
- Skuderløse

Faxe · Greve · Guldborgsund · Holbæk · Kalundborg · Køge · Lejre · Lolland · Næstved · Odsherred · Ringsted · Roskilde · Slagelse · Solrød · Sorø · Stevns · Vordingborg
- International Standard Name Identifier: 0000 0004 0378 930X
- MusicBrainz: 2bf82a82-54cb-4943-b860-a5c24158b6aa
- Nationale Bibliotheek van Israël: 987007560180105171
- Virtual International Authority File: 147821945